# Tętno Corrigana
Tętno Corrigana – jeden z objawów niedomykalności zastawki aorty. Charakteryzuje się szybkim i wysokim tętnem (łac. pulsus celer et altus).